# Esperante (Taboada)
Esperante (llamada oficialmente Santiago de Esperante) es una parroquia y una aldea española del municipio de Taboada, en la provincia de Lugo, Galicia.

## Organización territorial
La parroquia está formada por dieciséis entidades de población:

### Entidades de población
Entidades de población que forman parte de la parroquia:
- Allo
- Carbosende
- Casanova (A Casanova)
- Espaílde
- Esperante
- Facha (A Facha)
- Figueira (A Figueira)
- Montecelos
- Mosteiro
- Outeiro
- Pacios
- Tintoreiros
- Vila
- Vilar

### Despoblados
Despoblados que forman parte de la parroquia:
- Armenteiros
- Vilanova

## Demografía

### Parroquia
| Gráfica de evolución demográfica de Esperante (parroquia) entre 2000 y 2021 |
|                                                                             |
| Datos según el nomenclátor publicado por el INE.                            |

### Aldea
| Gráfica de evolución demográfica de Esperante (aldea) entre 2000 y 2021 |
|                                                                         |
| Datos según el nomenclátor publicado por el INE.                        |